# Elusates

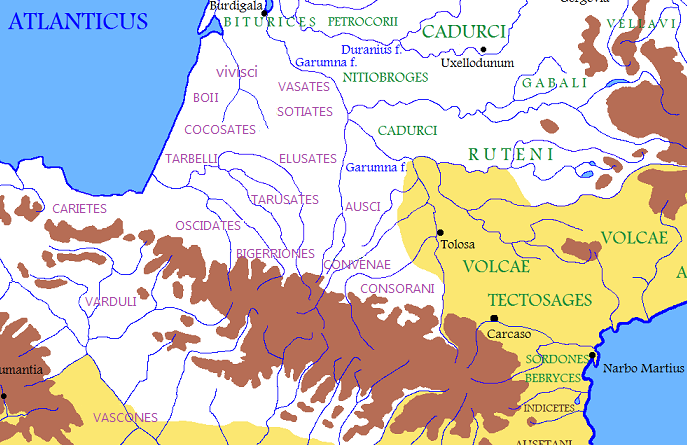
Pueblos aquitanos.

Los elusates (en latín, Elusates) fueron un pueblo aquitano que fue sometido por Craso en el año 56 a. C. Vivían entre los auscos y los sociates. Su capital fue Elusa o Civitas Elusa entre Burdeos (Burdigala) y Narbona (Narbo) que es la actual Eauze en Gers. El lugar exacto de la ciudad se llama actualmente Civitat. Fue una de las principales ciudades de la Novempopulania y la Notitia Imperi hace de ella la capital provincial con el nombre de Civitas Elisatium.